# Giuseppe Sammartini
Giuseppe (Gioseffo) Francesco Gaspasre Melchiorre Baldassarre Sammartini (soms ook: Samartini, Martini, Martino, St Martini, San Martini) (Milaan, 6 januari 1695 – Londen 17 november-23 november (?) 1750) was een Italiaans componist en hoboïst. Hij was de oudere broer van de componist, muziekpedagoog, dirigent en organist Giovanni Battista Sammartini. Beide waren zonen van de Franse hoboïst Alexis Saint-Martin, die in Milaan als Alessio Sammartini bekend was; hun moeder Gerolama de Federici was afkomstig uit een Milaanse hoboïsten-familie.
Giuseppe Sammartini was een der bekendste hobo-virtuozen van zijn tijd. Ook zijn composities waren bekend en bij het publiek geliefd.

## Levensloop

### Jeugd en opleiding
Giuseppe Sammartini studeerde hobo bij zijn vader en heeft verschillende jaren als hoboïst in het orkest van het Teatro Regio Ducal te Milaan gewerkt. Hij was als hobo-virtuoos toen al bekend. Zijn speelwijze werd als zingend beroemd en werd vergeleken met de menselijke stem. In 1727 had hij een grote reputatie, dat hij zonder problemen als solist in Londen kon optreden en tot aan zijn dood aldaar verbleef.

### Virtuoos in Londen
Het was niet verrassend, dat Sammartini in Londen niet uitsluitend als solist gevraagd was, maar ook in de opera-gebouwen van Georg Friedrich Händel (King´s Theatre) en Giovanni Maria Bononcini, die in concurrentie meteen stonden, als orkestmusicus optrad. Het hobospel van Sammartini moet Händel zo overtuigd hebben, dat de hobopartij in de vroege werken van Händel een grote rol toebedeeld kreeg. Händel heeft verschillende van zijn voornaamste hobosoli in zijn opera's speciaal voor Giuseppe Sammartini geschreven, en de tijdgenoot en musicoloog Charles Burney schrijft, dat er een soort virtuoze "tweekamp" tussen de befaamde sopraan-castraat Farinelli en de hobo van Sammartini in een opera van Nicola Porpora plaatsgevonden heeft.

### Instrumentaalwerken
In Londen trad Sammartini ook als componist in het voetlicht. Zijn sonates waren spoedig geliefd en werden veel uitgevoerd. Daarentegen werden zijn soloconcerten (vooral het bekende Concert in F-groot voor blokfluit en orkest) meestal postuum gepubliceerd. Maar vooral deze concerten werden later veelvuldig in de programma's opgenomen en waren bekend tot het einde van de 19e eeuw. De muziek van Giuseppe Sammartini is meer op het barokke idioom opgebouwd, dan de werken van zijn jongere broer Giovanni Battista Sammartini, maar enige werken wijzen al op klassieke vormen: hier vinden we voorvormen van de klassieke sonatevorm en het rondo, alsook de voor de galante stijl typische ornamentiek.

## Composities

### Werken voor orkest
- 1724 Sinfonia voor "La Calumnia Delusa"
- Concerto in F-groot, voor blokfluit en orkest
  1. Allegro
  2. Siciliano
  3. Allegro assai
- Concerto grosso in A-groot
- Concerto grosso in e-klein
- Concerto grosso in c-klein
- Concerto grosso in A-groot
- Concerto grosso nr. 6 in e-klein
  1. Spiritoso
  2. Allegro
  3. Con spirito
  4. Menuet
- Concerto grosso nr. 8 in g-klein
  1. Andante staccato
  2. Allegro
  3. Andante
  4. Allegro assai
  5. Menuet
- Concerto grosso in G-groot, op. 5
- Concerto in A-groot, voor fluit en strijkers
- Concerto in C-groot , voor piccolo cello, strijkers en basso continuo
- Concerto in Es-groot, voor hobo en orkest
- Concerto in D-groot, voor hobo en orkest
- Concerto nr. 12 in C-groot, voor hobo en strijkers
- Concerto in D-groot, voor fluit en strijkers
- Suite in a-klein, voor blokfluit, strijkers en basso continuo

### Muziektheater

#### Opera
| Voltooid in | titel                 | aktes  | première             | libretto    |
| ----------- | --------------------- | ------ | -------------------- | ----------- |
| 1740        | The Judgment of Paris | 1 akte | 1740, Cliveden House | W. Congreve |

### Kamermuziek
- 12 Sonates, voor 2 blokfluiten en basso continuo
  1. Sonata I in Fa Maggiore
  2. Sonata II in Fa Maggiore
  3. Sonata III in Sol Maggiore
  4. Sonata IV in Fa Maggiore
  5. Sonata V in Fa Maggiore
  6. Sonata VI in Re minore
  7. Sonata VII in Fa Maggiore
  8. Sonata VIII In Fa Maggiore
  9. Sonata IX in Sol Maggiore
  10. Sonata X in Fa Maggiore
  11. Sonata XI in Fa Maggiore
  12. Sonata XII in Si b Maggiore
- 6 Sonates, voor fluit en basso continuo, op. 2, nr. 1-6
  1. Sonata in G-groot
  2. Sonata in C-groot
  3. Sonata in e-klein
  4. Sonata in G-groot
  5. Sonata in A-groot
  6. Sonata in A-groot
- Sonata in g-klein, voor 2 violen, cello, en klavecimbel, op. 3, nr. 5
- Sonata in e-klein, voor 2 violen, cello, en klavecimbel, op. 3, nr. 7
- Sonata in G-groot, voor fluit en basso continuo, op. 8
- Sonata in G-groot, voor blokfluit en basso continuo, op.13, nr. 1
- Sonata in G-groot, voor blokfluit en basso continuo, op.13, nr. 4
- Sonata in g-klein, voor blokfluit en basso continuo, op.13, nr. 5
- Trio in F-groot, voor 2 blokfluiten en basso continuo

### Werken voor orgel
- Concerto in A-groot, voor orgel en orkest, op. 9, nr. 1
- Concerto in F-groot, voor orgel en orkest, op. 9, nr. 2
- Concerto, voor orgel en orkest, op. 9, nr. 3
- Concerto in Bes-groot, voor orgel en orkest, op. 9, nr. 4